# Município de Upper Hominy (condado de Buncombe, Carolina do Norte)
Localização da Carolina do Norte nos E.U.A.
O município de Upper Hominy (em inglês: Upper Hominy Township) é um localização localizado no  condado de Buncombe no estado estadounidense da Carolina do Norte. No ano 2010 tinha uma população de 16.789 habitantes.

## Geografia
O município de Upper Hominy encontra-se localizado nas coordenadas 35° 31′ 36,39″ N, 82° 43′ 01,47″ O.